# Bandeira de Feira de Santana

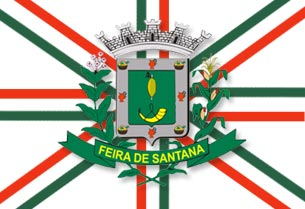
Bandeira do município de Feira de Santana.

A bandeira de Feira de Santana foi feita por D. Jackson Berenguer Prado, o primeiro bispo da cidade, em 19 de Dezembro de 1968. As cores da bandeira são: branca com traços vermelhos e verdes, tendo no centro o brasão da cidade, encimado por uma coroa, vendo-se ao lado uma cesta de frutas, ânforas, um berrante, um pião ladeado, por um pé de milho e outro de fumo.